# Trompetparadijskraai
De trompetparadijskraai (Phonygammus keraudrenii synoniem: Manucodia keraudrenii) is een vogel uit het monotypische geslacht Phonygammus van de familie paradijsvogels (Paradisaeidae). De vogel komt voor in Nieuw-Guinea en het noorden van Queensland (Australië).
De wetenschappelijke naam is een eerbetoon aan de Franse marine-arts en natuuronderzoeker Pierre François Keraudren (1769-1858).

## Herkenning
De trompetparadijskraai lijkt sterk op de ruwhalsparadijskraai (Manucodia chalybatus) en wordt ook wel beschouwd als soort uit het geslacht Manucodia. De trompetparadijskraai is kleiner, gemiddeld 28 cm lang. Het is een schuwe, kraai-achtige vogel met een metaalglanzend, blauwzwart verenkleed. Bij onvolwassen vogels ontbreekt de metaalglans. De vogel heeft op de kop en rond de nek loszittende sierveren, die echter lastig zijn waar te nemen.
De naam trompetkraai slaat op het geluid dat ze maken, hoewel dat eerder op luid kuchen of een claxon lijkt dan op het geluid van een trompet.

## Verspreiding en leefgebied
De vogel komt voor in Nieuw-Guinea en Australië en telt zes ondersoorten:
- P. k. keraudrenii: noordwestelijk en westelijk Nieuw-Guinea.
- P. k. neumanni: noordelijk-centraal en noodoostelijk Nieuw-Guinea.
- P. k. purpureoviolaceus: zuidoostelijk Nieuw-Guinea.
- P. k. hunsteini: de D'Entrecasteaux-eilanden.
- P. k. jamesii: de Aroe-eilanden, zuidelijk Nieuw-Guinea en eilanden in de Straat Torres.
- P. k. gouldii: noordoostelijk Australië en nabijgelegen eilanden.

Het is een vogel van bossen in heuvelland en gebergten tussen de 200 en 2000 m boven de zeespiegel.

## Status
De trompetparadijskraai heeft een enorm groot verspreidingsgebied en daardoor alleen al is de kans op de status kwetsbaar (voor uitsterven) gering. De grootte van de populatie is niet gekwantificeerd. In veel gebieden is de vogel zeldzaam, maar plaatselijk komt hij algemeen voor. Om deze redenen staat deze paradijskraai als niet bedreigd op de Rode Lijst van de IUCN.